# والاس استیونز
والاس استیونز (به انگلیسی: Wallace Stevens) (متولد ۱۸۷۹ پنسیلوانیا - متوفی ۱۹۵۵)، شاعر آمریکایی قرن بیستم میلادی.
والاس استیونس در ریدینگِ پنسیلوانیا در 1879 دیده به جهان گشود و در هارتفورد، کانکتیکت در 1955 دیده از جهان فروبست. از شعر او استقبال دیرهنگامی صورت گرفت و نخستین مجموعه‌ی او به نام هارمونیوم در سال 1923 منتشر شد که استیونس چهل و چهار سالگی را می‌گذراند. مجموعه‌ی بعدی او ایده‌هایی درباره‌ی نظم سیزده سال بعد در 1936 به چاپ رسید و سپس چندین اثر دیگر که اوج‌شان انتشار مجموعه اشعار او در سال 1955 بود که با آن جایزه‌ی شعر پولیتزر و دومین جایزه‌ی ملی کتاب شعر را از آن خود کرد. نسخه‌ی کامل‌تری از آثار استیونس در سال 1967 با نام نخل در انتهای ذهن به ویراستاریِ دخترش، هالی استیونس منتشر شد و نکته‌ی مهم این‌که این اثر برخی از اشعار متأخر وی را که در مجموعه اشعار وجود نداشت در بر می‌گرفت. استیونس وکیل بود و از سال 1916 به بعد با «شرکت بیمه و حوادث هارتفورد» همکاری داشت و در آن جا بر روی دعویات مربوط به ضمانت و تعهدات آن کار می‌کرد. او حتی مقالات کوتاهی درباره‌ی بیمه نگاشت که همراه با شمار زیادی از نوشته‌های جذاب دیگر در آثار منتشر شده‌ی پس از مرگ به سال 1959 و همین‌طور در ویراست کامل‌تری به سال 1989 منتشر شد. او در سال 1934 به سمت معاونت شرکت منصوب شد، اما از آن پس از همه‌ی ترفیعات کاری دیگر اجتناب کرد. او به کارش مفتخر بود و در عین حال گویا به‌خوبی از پس آن برمی‌آمد، و همین برای زندگی استیونس کافی بود.
او در «مردی با گیتار آبی» می‌نویسد،
                                      شعر
فراتر از موسیقی باید که بنشیند
بر جای بهشت پوچ و چامه‌هایش،

خودمان در شعر باید که بنشینیم بر جای‌شان 
حتی در میان صدای سیم‌های گیتارتان
(ن.ذ، 135)

## جوایز
برنده جایزه پولیتزر در زمینه شعر در سال (۱۹۵۵) است.

## آثار
- ارغنون ( (میلادی))
- اندیشه‌های نظم و ترتیب (۱۹۳۶)
- مردی که با گیتار آبی (۱۹۳۷)
- انتقال به تابستان (۱۹۴۷)
- سپیده دم خزان (۱۹۵۰)
- بر بلندای عصری نادان و غم‌گزای جُنگ شعر جهان، ترجمهٔ سهند آقایی (۱۴۰۴)